# Tilkisüleymaniye, Manisa
Tilkisüleymaniye là một xã thuộc huyện Manisa, tỉnh Manisa, Thổ Nhĩ Kỳ. Dân số thời điểm năm 2011 là 481 người.